# Бернон (коммуна)
Берно́н (фр. Bernon) — коммуна во Франции, находится в регионе Шампань — Арденны. Департамент — Об. Входит в состав кантона Шаурс. Округ коммуны — Труа.
Код INSEE коммуны — 10040.
Коммуна расположена приблизительно в 155 км к юго-востоку от Парижа, в 115 км южнее Шалон-ан-Шампани, в 35 км к югу от Труа.

## Население
Население коммуны на 2008 год составляло 200 человек.
| 1962 | 1968 | 1975 | 1982 | 1990 | 1999 | 2008 |
| ---- | ---- | ---- | ---- | ---- | ---- | ---- |
| 277  | 287  | 237  | 208  | 178  | 196  | 200  |

## Экономика

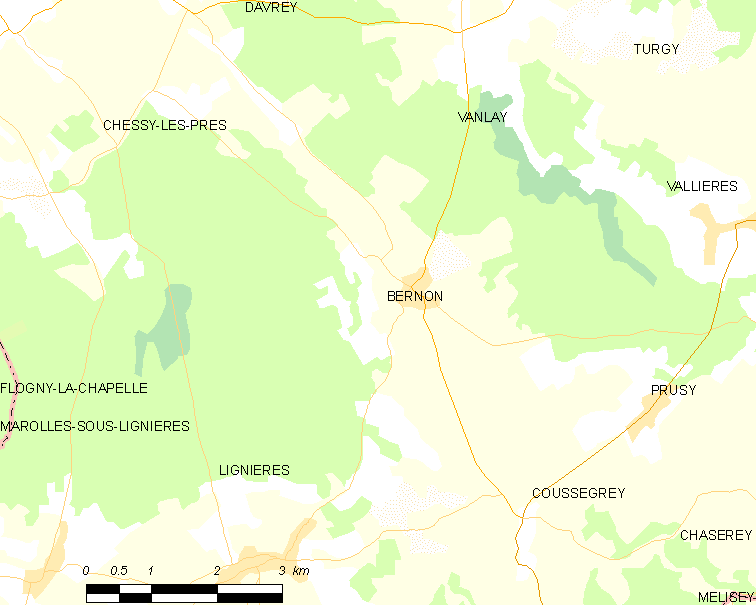
Карта коммуны

В 2007 году среди 115 человек в трудоспособном возрасте (15—64 лет) 86 были экономически активными, 29 — неактивными (показатель активности — 74,8 %, в 1999 году было 59,2 %). Из 86 активных работали 72 человека (37 мужчин и 35 женщин), безработных было 14 (7 мужчин и 7 женщин). Среди 29 неактивных 9 человек были учениками или студентами, 7 — пенсионерами, 13 были неактивными по другим причинам.